# Relaciones Ecuador-India
Las Relaciones Ecuador-India se refieren a las relaciones entre India y Ecuador.

## Historia
Ecuador y la India establecieron relaciones diplomáticas en 1969. Ecuador abrió por primera vez su Embajada en Nueva Delhi en 1973, pero la cerró en 1977. La Embajada operó de nuevo entre 1984-85, antes de abrir de nuevo en febrero de 2005, y un Consulado General en Mumbai en 2013 (lo cual fue cerrado unos años luego). La apertura y el cierre repetidos de la Embajada se debieron a los gastos incurridos por el Ecuador para mantener una embajada.
Los dos países firmaron un memorando de entendimiento sobre la celebración de consultas regulares en el extranjero en 2000. La primera consulta extranjera se celebró en 2005, seguida de 2008, 2011 y 2014. Se han realizado varias visitas a nivel ministerial entre los dos países. Varios cancilleres ecuatorianos y otros dignatarios han visitado la India. Desde la India, las visitas de nivel más alto a Ecuador han sido a nivel de ministro de Estado.
Los dos países han firmado varios acuerdos bilaterales de cooperación en los ámbitos de la educación (2006), la agricultura (2008) y la cooperación económica (2013). India y Ecuador firmaron un Protocolo sobre el Comité Económico y Comercial Conjunto (JETCO) en octubre de 2015 en Nueva Delhi.

## Comercio
El comercio bilateral entre el Ecuador y la India aumentó de US $ 98,9 millones en 2009 a US $ 1,29 mil millones en 2014-15. El comercio bilateral se redujo a 553,14 millones de dólares en 2015-16. India exportó 415,45 millones de dólares en bienes a Ecuador e importó 137,69 millones de dólares en 2015-16. Los principales productos exportados por la India al Ecuador son combustibles / aceites minerales, madera y artículos de madera, cacao y preparaciones de cacao, aluminio y artículos relacionados, maquinaria y aparatos mecánicos, plomo, cobre, cinc y manufacturas diversas. Los principales productos importados por la India desde Ecuador son los combustibles / aceites minerales, hierro y acero, productos farmacéuticos, vehículos, productos químicos orgánicos, plásticos y artículos relacionados, maquinaria y aparatos mecánicos, maquinaria y equipo eléctrico, goma y artículos.
El 16 de noviembre de 2008, la ministra de Relaciones Exteriores de Ecuador, María Isabel Salvador, se reunió con su homólogo Pranab Mukherjee y discutió la cooperación en petróleo y defensa. El nuevo gobierno en el Ecuador revirtió los anteriores acuerdos de reparto de ingresos con compañías petroleras occidentales y estaba dispuesto a iniciar una nueva asociación con Videsh ONGC estatal).
En 2006 se firmó un memorando de entendimiento entre dos petroleras estatales, ONGC Videsh y Petroecuador, y otra entre la Confederación de Industrias Indias (CII) y el Consejo de Promoción de Exportaciones e Inversiones del Ecuador (CORPEI).

## Defensa
Ecuador fue el primer país en comprar helicópteros HAL Dhruv, uno de los cuales fue utilizado por su Presidente. El Gobierno de Ecuador firmó un acuerdo con HAL para comprar 7 helicópteros Dhruv a un costo total de $ 45.2 millones en noviembre de 2008. Entregó los 7 helicópteros a Ecuador entre 2009 y 2012. El 11 de octubre de 2015, Ecuador declaró que estaba aterrizando la flota, después de que cuatro de los siete helicópteros se estrellaran en incidentes separados. El Gobierno de Ecuador declaró que dos helicópteros se estrellaron debido a un error del piloto, mientras que los otros dos fueron el resultado de fallas mecánicas. El Gobierno también acusó a HAL de no haber enviado algunas piezas de repuesto para los helicópteros. HAL defender sus helicópteros afirmando que más de 200 helicópteros Dhruv estaban en servicio con el ejército indio y operando sin incidentes. La compañía culpó a la operación de los helicópteros por los accidentes, y también agregó que el período de garantía de 24 meses del servicio postventa para los helicópteros ya había expirado. HAL also offered to send a team to Ecuador to resolve any outstanding issues. Ecuador put its three remaining helicopters up for sale in 2016.
El vicejefe ecuatoriano Rodrigo Bohorquez asistió a la Aero India en febrero de 2007 y el General de Brigada Raúl Banderas Dueñas asistió a la Expo de Defensa en febrero de 2010. El Ecuador y la India firmaron un Memorando de Entendimiento sobre co- Operación en 2011.
El Gobierno del Ecuador mantiene un Agregado de Defensa en su Embajada en Nueva Delhi. El Agregado de Defensa de la Embajada de la India en Santiago, Chile está acreditado conjuntamente con el Ecuador.

## Relaciones culturales
Ecuador y la India firmaron un memorando de entendimiento sobre la cooperación cultural en 2006 y se llevó a cabo un programa de intercambio cultural entre los dos países de 2009 a 2011.
En diciembre de 2016, aproximadamente 350 nacionales indios residen en Ecuador, la mayoría de los cuales están empleados en el sector de servicios y en pequeñas empresas.

## Ayuda externa
India y Ecuador acordaron establecer un Centro de Excelencia en Tecnología de la Información en agosto de 2009. El Centro, ubicado en la Universidad Tecnológica del Norte (UTN) en Ibarra, Ecuador, se abrió en 2015. India donó medicamentos por $ 1 Millones en 2008 y 2010 a solicitud del Ecuador. India donó 15 toneladas de medicamentos al Ecuador a raíz de un terremoto ocurrido el 16 de abril de 2016.
Los ciudadanos de Ecuador son elegibles para becas bajo el Programa de Cooperación Técnica y Económica de la India y el Consejo Indio para Relaciones Culturales.